# 7578 Georgböhm
7578 Georgböhm eller 1990 SP7 är en asteroid i huvudbältet som upptäcktes den 22 september 1990 av den belgiske astronomen Eric W. Elst vid La Silla-observatoriet. Den är uppkallad efter den tyske organisten Georg Böhm.